# ۵۱۲ (خورشیدی)
۵۱۲ پانصد و دوازدهمین سال هجری خورشیدی است.